# Martial Saddier
Martial Saddier, né le 15 octobre 1969 à Bonneville, est un homme politique français. Membre des Républicains, il est président du conseil départemental de la Haute-Savoie depuis 2021. Il est auparavant député de la 3e de la Haute-Savoie à partir de 2002.

## Biographie

### Carrière professionnelle
Technicien agricole, il a notamment occupé un poste à la Chambre d'agriculture d'Annecy.

### Carrière politique
Élu conseiller municipal de Bonneville, en Haute-Savoie, en juin 1995, il est réélu en mars 2001 et devient alors maire de la ville. Il est de nouveau réélu en 2008 et 2014. À la suite de son élection au conseil régional, il démissionne de la mairie de Bonneville en décembre 2015.
Il est élu député le 16 juin 2002, pour la XIIe législature (2002-2007), dans la troisième circonscription de la Haute-Savoie, succédant à Michel Meylan. Il fait partie du groupe UMP. Il est réélu député le 10 juin 2007 dès le premier tour, avec 54,78 % des suffrages exprimés.
Le 17 juin 2012, il est réélu député au second tour, en obtenant 58,95 % des voix face au candidat d'EELV Gilbert Saillet avec 41,05 % .
Le 9 décembre 2014, Nicolas Sarkozy, élu président de l'UMP, le nomme secrétaire national de l'UMP chargé de l'industrie et des PME.
De décembre 2015 à l'été 2017, il occupe le poste de vice-président au conseil régional d'Auvergne-Rhône-Alpes délégué aux entreprises, à l'emploi et au développement économique.
Il soutient Nathalie Kosciusko-Morizet pour la primaire présidentielle des Républicains de 2016.
Il se représente aux élections législatives de 2017 et obtient au 2e tour 51,50 % face au candidat Guillaume Gibouin de La République en marche,. Pour respecter la loi sur le non-cumul des mandats, il abandonne son poste de vice-président au conseil régional d'Auvergne-Rhône-Alpes.
Il parraine Laurent Wauquiez pour le congrès des Républicains de 2017, scrutin lors duquel il est élu le président du parti.
En novembre 2018, il est nommé référent écologie et développement durable du parti Les Républicains au sein du cabinet fantôme de Laurent Wauquiez.
Le 1er juillet 2021, il est élu président du conseil départemental de la Haute-Savoie.
Il démissionne de son mandat de député à compter du 31 juillet 2021 pour se conformer aux règles de cumul des mandats.
Lors des élections législatives de 2024, pour le second tour, il soutient le candidat LR-RN dans la 3e circonscription de la Haute-Savoie, contre son ancienne suppléante Christelle Petex-Levet.

## Annexe